# گورستان اما ۱
قبرستان اما۱ مربوط به مفرغ است و در شهرستان مهران، بخش ملکشاهی، دهستان گچی، ۳۰۰ متری جنوب روستای اما واقع شده و این اثر در تاریخ ۲۲ آبان ۱۳۸۶ با شمارهٔ ثبت ۱۹۹۲۶ به‌عنوان یکی از آثار ملی ایران به ثبت رسیده است.